# F.P.1
F.P.1 è un film del 1933 diretto da Karl Hartl. Tratto dal romanzo F.P.1 antwortet nicht di Curt Siodmak, è la versione inglese del film tedesco F.P. 1 non risponde (F.P.1 antwortet nicht, 1932) dello stesso regista, che ne girò anche una francese, I.F.1 ne répond plus.

## Trama
Il maggiore Ellissen, un audace e coraggioso pilota, sostiene il progetto del suo vecchio amico capitano B.E. Droste: una piattaforma oceanica per i voli transatlantici. Anche l'ereditiera Claire Lennartz partecipa all'avventura, finanziando il progetto.
Due anni più tardi, la costruzione della piattaforma è quasi conclusa ma una serie di episodi lascia sospettare che qualcuno cerchi di boicottare tutto il progetto.
Ellissenn, che aveva lasciato Droste e Claire per il suo lavoro di collaudatore, quando torna, vede che la donna - di cui è innamorato - si è fidanzata con l'amico. Mentre tutto l'equipaggio della piattaforma lavora per salvarla dall'affondare, il triangolo amoroso tra il pilota, l'ingegnere e l'ereditiera fa scoppiare la tensione tra i tre amici.

## Produzione
(Fantafilm)
Il film fu prodotto dalla Gaumont British Picture Corporation, Les Productions Fox Europa, Universum Film (UFA). È la versione inglese del film tedesco F.P.1 antwortet nicht del 1932. Lo stesso regista Hartl ne girò anche la versione francese, dal titolo I.F.1 ne répond plus, distribuita nel 1933.

## Distribuzione
Distribuito dalla Gaumont British Distributors, il film - presentato da William Fox - uscì nelle sale cinematografiche britanniche il 3 aprile 1933.